# Hassan Kachloul
Hassan Kachloul est un footballeur franco-marocain né le 19 février 1973 à Agadir au Maroc. Il évoluait au poste de milieu offensif.

## Biographie

### Parcours en France
Il est originaire de la ville de Belleville dans le nord du département du Rhône en France où il arrive à l'âge de 4 mois. 
Il a notamment joué :
- 24 matchs en Ligue 1 :
  - 17 avec le Nîmes Olympique (1 but)
  - 7 avec le FC Metz
- 113 matchs de Ligue 2 :
  - 69 avec le Nîmes Olympique (25 buts)
  - 28 avec Dunkerque (6 buts)
  - 16 avec Saint-Etienne (0 buts)

### Parcours en équipe nationale
Il participe au Mondial 1994 aux États-Unis avec l'équipe nationale du Maroc.
| Caps | Date       | Match                 | Lieu       | Score | Compétition    | But |
| ---- | ---------- | --------------------- | ---------- | ----- | -------------- | --- |
| 1    | 23/03/1994 | Luxembourg - Maroc    | Luxembourg | 1 - 2 | Amical         |     |
| 2    | 20/04/1994 | Argentine - Maroc     | Salta      | 3 - 1 | Amical         | 1   |
| 3    | 01/06/1994 | Canada - Maroc        | Montréal   | 1 - 1 | Amical         |     |
| 4    | 13/11/1994 | Maroc – Côte d’ivoire | Casablanca | 1 - 0 | Elim. CAN 1996 |     |
| 5    | 03/01/1996 | Maroc - Tunisie       | Rabat      | 3 - 1 | Amical         |     |
| 6    | 28/02/1999 | Togo - Maroc          | Lomé       | 2 - 3 | Elim. CAN 2000 |     |
| 7    | 10/04/1999 | Maroc - Togo          | Casablanca | 1 - 1 | Elim. CAN 2000 |     |
| 8    | 07/09/1999 | Belgique - Maroc      | Liège      | 4 - 0 | Amical         |     |
| 9    | 22/12/1999 | Maroc - Sénégal       | Agadir     | 0 - 0 | Amical         |     |
| 10   | 18/01/2000 | Maroc - Trinité       | El Jadida  | 1 - 0 | Amical         |     |
| 11   | 29/01/2000 | Tunisie - Maroc       | Lagos      | 0 - 0 | CAN 2000       |     |
| 12   | 08/10/2000 | Maroc - Kenya         | Casablanca | 1 - 0 | Elim. CAN 2002 |     |
| 13   | 22/11/2000 | Maroc - Libye         | Casablanca | 0 - 0 | Amical         |     |
| 14   | 30/06/2001 | Maroc - Egypte        | Rabat      | 1 - 0 | Elim. CM 2002  |     |

## Carrière
- 1990-1992 :  FC Villefranche Beaujolais
- 1992-1995 :  Nîmes Olympique en Ligue 1 puis en Ligue 2
- 1995-1998 :  FC Metz en Ligue 1
- 1995-1996 :  USL Dunkerque (prêt) en Ligue 2
- 1997-1998 :  AS Saint-Étienne (prêt) en Ligue 2
- 1998-2001 :  Southampton
- 2001-2004 :  Aston Villa
- 2003-2004 :  Wolverhampton Wanderers (prêt)
- 2005 :  Livingston FC[1]

## Palmarès
- 14 sélections et 1 but en équipe du Maroc entre 1994 et 2001
- Vainqueur de la Coupe Intertoto en 2001 avec Aston Villa